# Los Angeles Lakers 2014-2015
La stagione 2014-15 dei Los Angeles Lakers fu la 69ª per la franchigia, la 66ª nella NBA e la 55ª a Los Angeles.
I Los Angeles Lakes arrivarono quinti nella Pacific Division della Western Conference con un record di 21-61, non qualificandosi per i play-off.

## Roster
| N° | Naz.                   | Ruolo | Sportivo        | Anno | Alt. | Peso \|\| |
| -- | ---------------------- | ----- | --------------- | ---- | ---- | --------- |
| 0  | Stati Uniti (bandiera) | G     | Nick Young      | 1985 | 198  | 91        |
| 2  | Stati Uniti (bandiera) | G     | Wayne Ellington | 1987 | 193  | 91        |
| 4  | Stati Uniti (bandiera) | A     | Ryan Kelly      | 1991 | 211  | 104       |
| 5  | Stati Uniti (bandiera) | AC    | Carlos Boozer   | 1981 | 206  | 117       |
| 6  | Stati Uniti (bandiera) | G     | Jordan Clarkson | 1992 | 196  | 88        |
| 7  | Stati Uniti (bandiera) | G     | Xavier Henry    | 1991 | 198  | 100       |
| 9  | Stati Uniti (bandiera) | G     | Ronnie Price    | 1983 | 188  | 86        |
| 11 | Stati Uniti (bandiera) | A     | Wesley Johnson  | 1985 | 201  | 93        |
| 12 | Stati Uniti (bandiera) | G     | Vander Blue     | 1992 | 193  | 91        |
| 15 | Stati Uniti (bandiera) | G     | Jabari Brown    | 1992 | 198  | 97        |
| 17 | Stati Uniti (bandiera) | G     | Jeremy Lin      | 1988 | 191  | 91        |
| 20 | Stati Uniti (bandiera) | G     | Dwight Buycks   | 1989 | 191  | 86        |
| 21 | Stati Uniti (bandiera) | AC    | Ed Davis        | 1989 | 208  | 102       |
| 24 | Stati Uniti (bandiera) | G     | Kobe Bryant     | 1978 | 198  | 93        |
| 27 | Stati Uniti (bandiera) | A     | Jordan Hill     | 1987 | 208  | 107       |
| 28 | Stati Uniti (bandiera) | C     | Tarik Black     | 1991 | 211  | 113       |
| 30 | Stati Uniti (bandiera) | A     | Julius Randle   | 1994 | 206  | 113       |
| 50 | Canada (bandiera)      | C     | Robert Sacre    | 1989 | 213  | 118       |

### Staff tecnico
- Allenatore: Byron Scott
- Vice-allenatori: Paul Pressey, Jim Eyen, Mark Madsen
- Vice-allenatore per lo sviluppo dei giocatori: Larry Lewis
- Vice-allenatore/Advance scout: Clay Moser
- Preparatore atletico: Gary Vitti